# 마누엘 페트너
마누엘 페트너(독일어: Manuel Fettner, 1985년 6월 17일~)는 오스트리아의 스키점프 선수이다. 2022년 동계 올림픽에서 라지힐 단체전 금메달과 노멀힐 개인전 은메달을 획득했으며, 세계 선수권 대회에서 금메달 1개, 동메달 1개를 획득했다.